# 安德魯·曉士
安德鲁·"安迪"·曉士（英語：Andrew "Andy" Hughes，1978年1月2日—）出生在斯托克波特，是一名英格蘭足球運動員，司職中場，現效力英甲球會查爾頓。

## 球員生涯
安德鲁·曉士的足球生涯在奧咸開始，共為球隊上陣44次，及後轉投諾士郡，上陣130次攻入18球，2001年，安德鲁·曉士加盟雷丁，為球隊上陣183次並射入19球，2005年7月20日，安德鲁·曉士以50萬英鎊轉投諾域治，但在05/06球季上陣機會甚少，及後06/07球季，在領隊彼得·格蘭特下，安德鲁·曉士上陣機會漸多，該季共為球隊上陣41次。
2007年8月9日，安德鲁·曉士與列斯聯簽下兩年合約。2011年1月21日，他轉投斯肯索普，並且簽訂一年半合約。斯肯索普於球季結束後降班英甲。
2011年8月1日，安德鲁·曉士與斯肯索普提前解除合約，並轉投另一支英甲球隊查爾頓，簽約兩年，成為球隊夏季增兵簽入的第15名球員。

## 榮譽
查爾頓
- 英格蘭足球甲級聯賽冠軍：2011/12年；

## 外部連結
- Andrew Hughes profile at leedsunited.com
- 足球数据库：安德鲁·曉士的球员统计数据